# Glenniea africana
Glenniea africana är en kinesträdsväxtart som först beskrevs av Ludwig Radlkofer, och fick sitt nu gällande namn av Leenhouts. Glenniea africana ingår i släktet Glenniea och familjen kinesträdsväxter. Inga underarter finns listade i Catalogue of Life.